# Brutal Assault

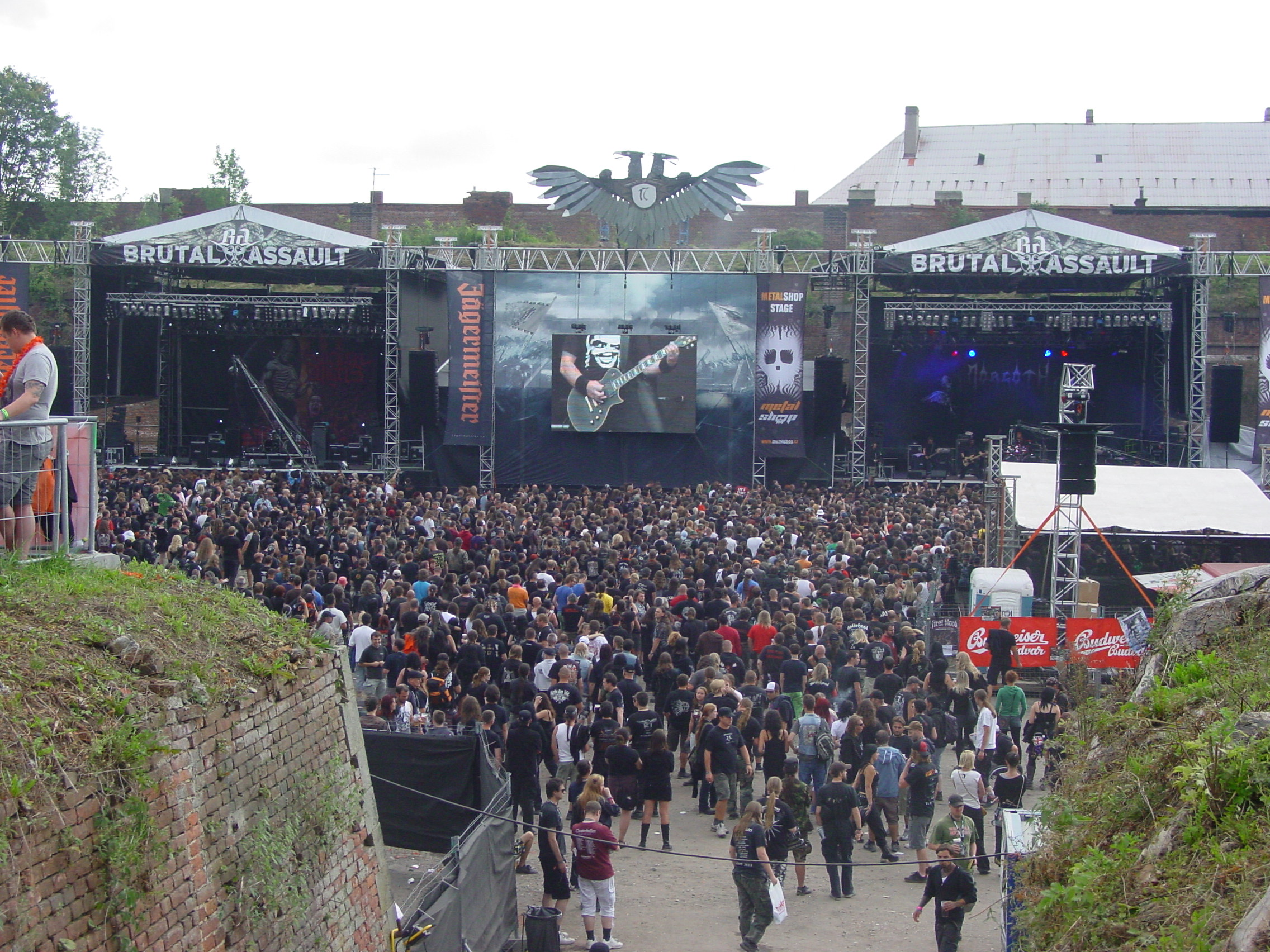
Brutal Assault 2012

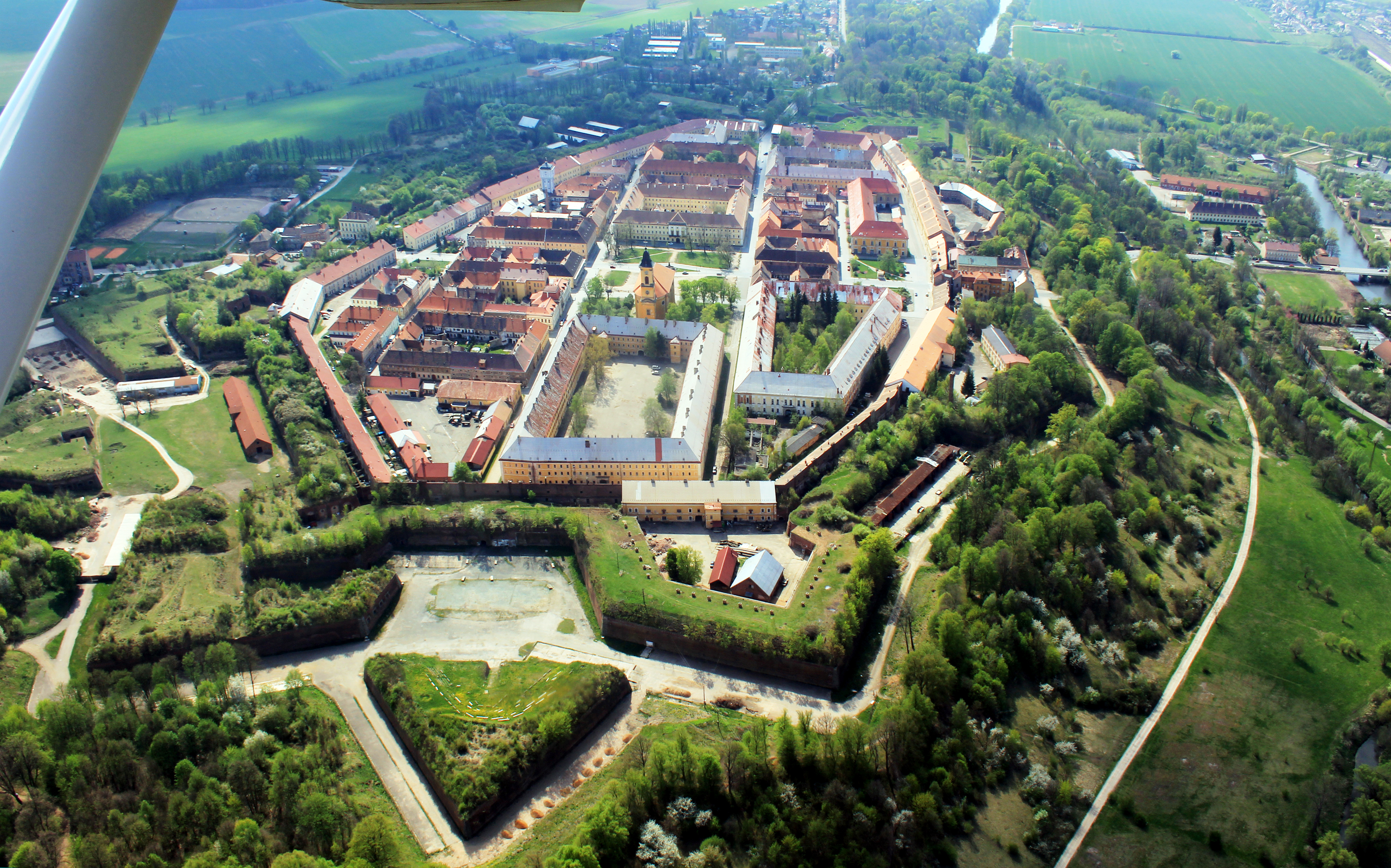
Letecký pohled na bývalý vojenský areál Jaroměř Josefov

Brutal Assault (krátce BA) je hudební festival zaměřený na extrémní odnože heavy metalu (black metal, death metal, thrash metal, metalcore atp.), konající se každoročně v Josefově, nedaleko Jaroměře v okrese Náchod, od roku 2007 (předtím od roku 1996 do roku 1998 se festival konal v obci Obůrka okres Blansko, poté se na dva roky 1998–2000 přesunul na zimní stadion v Blansku, následně se roku 2001 konal v Přerově, v letech 2002–2004 v obci Hvozd okres Prostějov a pak v letech 2005 a 2006 v obci Svojšice v okrese Pardubice). Brutal Assault je mezi předními evropskými festivaly svého žánru. V roce 2019 měl festival 23 tisíc návštěvníků.

## Seznam účinkujících
9. Brutal Assault 5. – 7. srpen 2004
Abortion, Ador Dorath, Antistar Co., Barracuda, Bed Sores, Beltaine, Cannibal Corpse, Cerebral Turbulency, Colp, Dark Gamballe, Darkside, Darzamat, Dead Infection, Deaf 99, Deflorace, Demolition, Depresy, Dying Passion, Endless, Euthanasia, F.O.B., From Beyond, Galadriel, Godless Truth, Graveworm, Gride, Immortal Tears, Impaled Nazarene, Ingrowing, Jack Slater, Lex Talionis, Livores Mortis, Lunatic Gods, Melancholy Pessimism, Martyrium Christi, Melissy, Memoriu, Misery Index, Neglected Fields, Nobody, Nocturnal Devotion, Pathology Stench, Poppy Seed Grinder, R.E.T., Rites of Undeath, Root, Sacrosanctum, Sanatorium, Sear Bliss, Smashed Face, Sun Has Cancer, Torment, Sungate, Utopia, Wayd
10. Brutal Assault 11. – 13. srpen 2005
Ador Dorath, Agathodaimon, Ahriman, Ahumado Granujo, Alienation Mental, Belphegor, Callenish Circle, Casketgarden, Depresy, Despise, Disfigured Corpse, Disillusion, Equirhodont, Ethereal Pandemonium, Greedy Invalid, Gutted, Hecate, Isacaarum, Krisiun, Lord Belial, My Dying Bride, Natron, Necrophagist, Negură Bunget, Obituary, Oblomov, Onset, Pathology Stench, Pigsty, Poostew, Root, Scenery, Silent Stream of Godless Elegy, Six Degrees of Separation, Squash Bowels, Textures
11. Brutal Assault 10. – 12. srpen 2006
Ador Dorath, Amorphis, Arsebreed, Birdflesh, Born from Pain, Carnival in Coal, Cenotaph, Cerebral Turbulency, Colp, Crashpoint, Deadborn, Depresy, Destruction, Dimmu Borgir, Disavowed, Ephel Duath, Fear Factory, Fleshgore, Galadriel, Gojira, Gorefest, Illediance, Mayhem, Mnemic, Morbid Angel, Mortifilia, Mourning Beloveth, Napalm Death, Neglected Fields, Negligent Collateral Collapse, Obscura, The Ocean, Onslaught, Ophiolatry, Orphaned Land, Rasta, Rites of Undeath, Root, Rotten Sound, Sacramental Blood, Sanatorium, Severe Torture, Sick of It All, Skinless, Skyforger, Solfernus, Spawn of Possession, Textures, Tisíc let od ráje, Trollech
12. Brutal Assault 9. – 11. srpen 2007
Aborted, All That Remains, Belphegor, By Night, Carnival in Coal, Cataract, Cephalic Carnage, Dagoba, Dark Tranquillity, Deicide, Depresy, Die Apokalyptischen Reiter, Dismember, Dødheimsgard, Dying Fetus, E-Force, Ensiferum, Enslaved, Gorerotted, Gorgoroth, Haemorrhage, Immolation, Inhume, Katatonia, Keep of Kalessin, Leng Tch’e, Le Scrawl, Madball, Madder Mortum, Misanthrope, Mnemic, Onslaught, Pain, Red Harvest, Saturnus, Satyricon, Sayyadina, Soulfly, Suffocation, The Black Dahlia Murder, To Mera, Vader, Zyklon
13. Brutal Assault 14. – 16. srpen 2008
Výběr z kapel: 1349, Ador Dorath, Agnostic Front, All Shall Perish, Anaal Nathrakh, Arch Enemy, Arkona, Beheaded, Behemoth, Carcass, Cephalic Carnage, Code, Cradle of Filth, Despised Icon, Entombed, Exodus, General Surgery, Gloomy Grim, Grenouer, Hate, Hollenthon, Illidiance, Inherit Disease, Inveracity, Kataklysm, Mayhem, Neurosis, Novembre, Paradise Lost, Primordial, Rasta, Samael, Septicflesh, Six Feet Under, Sodom, Soilwork, Swallow the Sun, Sworn Enemy, Textures, Warbringer
14. Brutal Assault 6. – 8. srpen 2009
Výběr z kapel: Ador Dorath, Anaal Nathrakh, Atheist, Beneath the Massacre, Bonded by Blood, Brujeria, Brutal Truth, Dagoba, Darkane, Dark Funeral, Depresy, Evile, FDK, Fear Factory, Forgotten Silence, Gama Bomb, Ghost Brigade, Gwar, Hate Eternal, Immortal, Krisiun, Madball, Marduk, Misery Index, Negura Bunget, Obscura, Opeth, Orphaned Land, Pestilence, Psycroptic, Rotting Christ, Sadus, Skepticism, Suffocation, Suicide Silence, Testament, The Faceless, Turisas, Vomitory, Vreid, Walls of Jericho
15. Brutal Assault 12. – 14. srpen 2010
Výběr z kapel: Afgrund, Agnostic Front, Alkonost, The Arusha Accord, Aura Noir, Bal-Sagoth, Barren Earth, The Black Dahlia Murder, Bleed from Within, Bonded by Blood, Callisto, Candlemass, Cannibal Corpse, Catamenia, Children of Bodom, Cock and Ball Torture, Converge, Crushing Caspars, Demonic Resurrection, Despised Icon, Devin Townsend, Devourment, Diablo Swing Orchestra, Disfigured Corpse, Dying Fetus, Ensiferum, Fear Factory, Gaza, Gojira, Gorgoroth, Graveworm, Gwar, Hypnos, Hypocrisy, Ihsahn, Ill Niño, Insania, Jesu, Kalmah, Kylesa, Lock Up, Lost Soul, Lyzanxia, Macabre, Madder Mortem, Meshuggah, Minority Sound, Mnemic, Monstrosity, Moonsorrow, My Dying Bride, Napalm Death, Necrophagist, Obituary, Origin, Proghma-C, Ragnarok, Rotten Sound, Sadist, Sarke, Sepultura, Short Sharp Shock, Sigh, Suicidal Angels, Sybreed, Tankard, Trail of Tears, Voivod, Watain, Abstract Essence, And Hell Followed With, Godless Truth, Honour Is Dead, Ignominious Incarceration, Mindwork, První Hoře, Stíny Plamenů
16. Brutal Assault 11. – 13. srpen 2011
Výběr z kapel: 1349, Absu, Ahab, Anathema, Architects, Asphyx, As I Lay Dying, Atheist, A Pale Horse Named Death, Benighted, Blood for Blood, Blood Red Throne, Cannabis Corpse, Cathedral, Cro-Mags, Cryptopsy, Dagoba, Debustrol, Decapitated, Dew-Scented, Dordeduh, Draconian, Einherjer, Excrementory Grindfuckers, Exhumed, Exivious, Exodus, First Blood, Forbidden, Genitorturers, Haemorrhage, Hail of Bullets, Hecate Enthroned, Horse the Band, Kataklysm, Katatonia, Khold, Kreator, Kvelertak, Kypck, Mayhem, Morbid Angel, Motörhead, Nervecell, Ram-Zet, Satyricon, Scar Symmetry, Septicflesh, Sepultura, Seventh Void, Skeletonwitch, Skyforger, Soilwork, Suicidal Tendencies, Svart Crown, Sylosis, The Dillinger Escape Plan, The Exploited, Threat Signal, Trigger the Bloodshed, Triptykon, Tsjuder, Turisas, Týr, Uneven Structure, Unexpect, Vader, Waking the Cadaver, Your Demise
17. Brutal Assault 9. – 11. srpen 2012
Bands (Auswahl): Aborted, Agnostic Front, Ahumado Granujo, Alcest, Amon Amarth, Anaal Nathrakh, Arcturus, Arkona, At the Gates, Be'lakor, Bleed from Within, Cattle Decapitation, Converge, Corrosion of Conformity, Crowbar, Darkest Hour, Dimmu Borgir, Dødheimsgard, Engel, Et Moriemur, Fields of the Nephilim, Finntroll, General Surgery, Godflesh, Gorguts, Hatebreed, Heathen, Heaven Shall Burn, Immolation, Immortal, Incantation, Inquisition, Insomnium, Kampfar, Krisiun, Kylesa, Lock Up, Machine Head, Ministry, Moonspell, Morgoth, Municipal Waste, Napalm Death, Nile, Norma Jean, Norther, Paradise Lost, Pig Destroyer, Protest the Hero, Rise and Fall, Root, Samael, Shape of Despair, Sick of It All, Six Feet Under, Skarhead, Sodom, Sólstafir, Swallow the Sun, Textures, The Black Dahlia Murder, The Haarp Machine, The Human Abstract, The Safety Fire, Toxic Holocaust, Truth and Its Burden, Unearth, Vallenfyre, Vildhjarta, Virus, Warbringer
18. Brutal Assault 7. – 10. srpen 2013
Aborym, Aeternus, Alcest, Amorphis, Anthrax, Antropofagus, Atari Teenage Riot, Balance Interrupted, Behemoth, Belphegor, Benediction, Biohazard, Borknagar, Brotherhood of the Lake, Carcass, Carpathian Forest, Clawfinger, Coffins, Contrastic, Crushing Caspars, Cult of Luna, Decrepit Birth, Devildriver, Divadlo Marza, Downset., Dr. Living Dead, Dying Fetus, E.n.d., Ensiferum, Entombed, Fear Factory, Fields of the Nephilim, Hacride, Hatebreed, Ihsahn, In Flames, In Vain, Jungle Rot, Katalepsy, Leprous, Loudblast, Madball, Magrudergrind, Malevolent Creation, Marduk, Meshuggah, Misanthrope, Nachtmystium, Novembers Doom, Obscura, October File, Opeth, Overkill, Philm, Primordial, Pro-Pain, Rotten Sound, Saturnus, Skeletal Remains, Solefald, Sylosis, Testament, Trivium, Voivod, Vomitory, Vreid, War from a Harlots Mouth, We Butter the Bread with Butter, Whitechapel
19. Brutal Assault 6. – 9. srpen 2014
Amon Amarth, Aosoth, Architects, Arsonists Get All the Girls, August Burns Red, Benediction, Bring Me the Horizon, Broken Hope, Brutality Will Prevail, Carnival in Coal, Children of Bodom, Chthonic, Church of Misery, Combichrist, Converge, Cripper, Crowbar, Cruachan, Dew-Scented, Dodecahedron, Down, Enthroned, Epicardiectomy, Exivious, Feastem, Fleshgod Apocalypse, Fleshless, Flotsam & Jetsam, Gehenna, God Is an Astronaut, Gorguts, GrandExit, Gutted, H₂O, Hacktivist, Hail of Bullets, Hammercult, Havok, Heaving Earth, Heiden, High on Fire, Ignite, Impaled Nazarene, In Mourning, Infernal Tenebra, Inquisition, Insania, Isacaarum, Iwrestledabearonce, Jesu, Katatonia, Keep on Rotting, Khold, Krabathor, Krakow, Live Evil, Månegarm, Manes, Martyrdöd, Mgła, Misery Index, Modern Day Babylon, Mors Principium Est, My Dying Bride, Nervecell, Nightfall, Obituary, Okkultokrati, Panychida, Pentagram Chile, Radiolokator, Rats Get Fat, Red Fang, Repulsion, Ringworm, Sarke, Satyricon, Severe Torture, Shining, Siberian Meat Grinder, Sick of It All, Six Degrees of Separation, Six Feet Under, Skeletonwitch, Slayer, Sodom, Soilwork, Spasm, Strife, Suburban Terrorist, Suffocation, Terrorizer, Texas in July, The Agonist, The Church of Pungent Stench, The Devin Townsend Project, The Ocean, Unleashed, Venom, Victims, Worship
20. Brutal Assault 5. – 8. srpen 2015
(hed)p.e., Ad Nauseam, Agalloch, All Out War, Amenra, Anaal Nathrakh, Annihilator, Antaeus, Antropomorphia, Arcturus, Asphyx, Atari Teenage Riot, At the Gates, Be'lakor, Benighted, Biohazard, Bloodbath, Blood Eagle, Blood Red Throne, Brujeria, Candlemass, Cannibal Corpse, Carach Angren, Carnifex, Cattle Decapitation, Cradle of Filth, Cryptopsy, Cult of Fire, Dead Congregation, Death DTA, Decapitated, Defeated Sanity, Demilich, Demonic Resurrection, Dødheimsgard, Einherjer, Enslaved, Esoteric, Evergreen Terrace, Excrementory Grindfuckers, God Dethroned, Godflesh, Gutslit, Headcrash, Heaven Shall Burn, Ill Niño, Kataklysm, Katatonia, Kern, Killing Joke, Kreator, Krisiun, KYPCK, Lantlôs, Marduk, Maximum Penalty, Mayhem, Melechesh, Mushroomhead, Napalm Death, Ne Obliviscaris, Nervosa, Nuclear Assault, Perturbator, Phurba, Primordial, Psycroptic, Ramming Speed, Ratos de Porão, Rectal Smegma, Rings of Saturn, Rome, Rosetta, Sarke, Sebkha-Chott, Sepultura, SikTh, Skálmöld, Skepticism, Sólstafir, Soulfly, Squash Bowels, Suicide Silence, Sunn O))), Svartidaudi, The Dillinger Escape Plan, The Haunted, Touché Amoré, Toxic Holocaust, Trap, Triptykon, Trouble, Vader, Vildhjarta, Walls of Jericho, Winterfylleth, Wisdom in Chains
21. Brutal Assault 10. – 13. srpen 2016
Abbath, Aborted, Agnostic Front, Ahumado Granujo, The Algorithm, Angelcorpse, Animals as Leaders, Antigama, Arch Enemy, Arch Goat, Behemoth, Birdflesh, The Black Dahlia Murder, Bury Tomorrow, Cattle Decapitation, Chelsea Wolfe, Conan, Coroner, Darkened Nocturn Slaughtercult, Dark Funeral, Dark Tranquillity, Defeater, Destruction, DevilDriver, Disavowed, Dust Bolt, Dying Fetus, Electric Wizard, Embrional, Eskimo Callboy, Exodus, EyeHateGod, Goatwhore, Gojira, Grave, Gruesome, H₂O, Hypno5e, Ihsahn, Immolation, Insomnium, In the Woods…, Intervals, Iron Reagan, Jack the Stripper, Jig-Ai, King Dude, Keep on Rotting, Knuckledust, Die Krupps, Leprous, Lightning Bolt, Lost Society, Mastodon, Mgła, Ministry, Moonsorrow, Moonspell, Mutoid Man, Neurosis, Obscura, Obituary, October Tide, Omnium Gatherum, Parkway Drive, Plini, Rebaelliun, Satyricon, Septicflesh, Shining, Sigh, Slagmaur, Stick to Your Guns, Taake, Terror, TesseracT, Textures, Tribulation, Unearth, Valkyrja, Vektor, Venom Inc., Voivod, Whiplash, Wolfbrigade, Year of No Light
22. Brutal Assault 9. – 12. srpen 2017
Aeon, Amorphis, Architects, Arkona, August Burns Red, Aversions Crown, Batushka, Birds in Row, Boris, Born of Isiris, Chelsea Grin, Clawfinger, Cough, Crowbar, Cryptopsy, Decapitated, Demolition Hammer, Der Weg einer Freiheit, Deserted Fear, Einherjer, Electric Wizard, Eluveitie, Emperor, Fallujah, First Blood, Front Line Assembly, Gadget, God Is an Astronaut, God Mother, Gorguts, Graveworm, Gutalax, Hatebreed, Havok, Helheim, Igorrr, Incantation, Infected Rain, King Parrot, KMFDM, Macabre, Malignant Tumour, Mantar, Mayhem, Metal Church, Miss May I, Morbid Angel, Mourning Beloveth, Nervosa, Nile, Oathbreaker, Oceans Ate Alaska, Opeth, Overkill, Possessed, Power Trip, Prong, Protector, Revocation, Rotten Sound, Rotting Christ, Sacred Reich, Samael, Sheer Terror, SikTh, Suffocation, Svart Crown, Swallow the Sun, Swans, Teethgrinder, Terror, The Amity Affliction, The Crown, The Devin Townsend Project, The Dillinger Escape Plan, The Lurking Fear, The Number Twelve Looks Like You, Tiamat, Trivium, Tsjuder, Ulcerate, Vallenfyre, Vision of Disorder, Walls of Jericho, While She Sleeps, Wintersun, Wolfheart, Wolves in the Throne Room, Wrekmeister Harmonies, Zhrine
23. Brutal Assault 8. – 11. srpen 2018
Act of Defiance, Aluk Todolo, Angelmaker, Armored Saint, At the Gates, Azarath, Behemoth, Blood Incantation, Broken Hope, Brujeria, Carpathian Forest, Carnifex, Celeste, Converge, Counterparts, Dead Congregation, Diabolo Swing Orchestra, Dodecahedron, Dragged into Sunlight, Dying Fetus, Exhorder, Full of Hell, Gojira, Grave Pleasures, Graveyard, Ministry, Hate, Hirax, Ihsahn, Ingested, Integrity, Kurokuma, Misery Index, Municipal Waste, Nasty, Neocaesar, Nocturnus A.D., Northlane, Novembers Doom, Obscure Sphinx, Origin, Pain, Paradise Lost, Pertubator, Pestilence, Pillorian, Plini, Protector, Sadistic Intent, Saint Vitus, Suicidal Tendencies, Terror, Testament, The Black Dahlia Murder, Tormentor, Unleashed, Unsane, Whoredom Rife, Wiegedood
24. Brutal Assault 7. – 10. srpen 2019
Aborted, After the Burial, Agnostic Front, Alien Weaponry, Altarage, Anaal Nathrakh, Anathema, Animals as Leaders, Annotations of an Autopsy, Antaeus, Anthrax, Au-Dessus, Azusa, Batushka, Brutally Deceased, CAD, Car Bomb, Carcass, Carpenter Brut, Caspian, Combichrist, Counting Hours, Coven, Crossfaith, Crystal Lake, Cult of Luna, Cytotoxin, Daughters, Decapitated, Decultivate, Deicide, Déluge, Demolition Hammer, Destruction, Diablo Swing Orchestra, Discharge, Dr. Living Dead, Ektomorf, Electric Wizard, Elysium, Emperor, Ensiferum, Entropia, Eskhaton, Exumer, EyeHateGod, Forgotten Silence, Frog Leap, Get the Shot, Godflesh, Gorod, Gost, Gutalax, Heilung, Hellhammer - Triumph of Death, Hexis, Higher Power, Hypocrisy, Immolation, Incantation, Iron Reagan, Jinjer, Jungle Rot, Kampfar, Kraanium, Krisiun, Letters from the Colony, Lionheart, Mallephyr, Meat Spreader, Meshuggah, Metal Church, Mgła, Midnight, Monster Magnet, Napalm Death, Necros Christos, Nord Jevel, Oceans of Slumber, Of Mice & Men, Omnium Gatherum, Parkway Drive, Perfecitizen, Primordial, Prong, Raised Fist, Rotting Christ, Sacred Reich, Saor, Shape of Despair, Sick of It All, Skeletal Remains, Slægt, Slapshot, Sodom, Soilwork, Taake, Tankard, Taphos, Testament, The Arson Project, The Contortionist, The Obsessed, The Ocean, Therion, Thy Art Is Murder, Toska, Une Misère, Unfathomable Ruination, Unprocessed, Vampillia, Vargrav, Ved Buens Ende, Venom Prison, Violator, Violent Magic Orchestra, Voivod, Vulvodynia, Vuur, Walls of Jericho, Windhand, Woe unto me, Wolfbrigade, Wormed, Zuriaake
25. Brutal Assault 5. – 8. srpen 2020 (zrušen kvůli pandemii covidu-19 a přesunut na rok 2022)
1914, Abbath, Ahab, Alcest, Arcturus, As I Lay Dying, Asphyx, Atari Teenage Riot, Author & Punisher, Baest, Bell Witch & Aerial Ruin, Benighted, Beyond Creation, Blood Incantation, Bloodbath, Brutus, Butcher Babies, Cattle Decapitation, Clutch, Cradle of Filth, Dark Funeral, Darkest Hour, Death By Stereo, Denial of God, Despised Icon, Devin Townsend, Die Krupps, Draconis Infernum, Evoken, Excrementory Grindfuckers, Exhorder, Exhumed, Fever 333, Fleshgod Apocalypse, Front Line Assembly, Frontierer, Fueled By Fire, Gaahls Wyrd, Gatecreeper, God Mother, Havok, Hentai Corporation, Imperial Triumphant, Insomnium, John Garcia & The Band Of Gold, Katatonia, Leprous, Life Of Agony, Lost Society, Malevolence, Manes, Mass Infection, Mayhem, Me And That Man, Melt-banana, Mercyful Fate, M.o.d., Mors Principium Est, Municipal Waste, Myrkur, Mysticum, Nailed To Obscurity, Necrophobic, Necrot, Nekrogoblikon, Nocturnus Ad, Obituary, Onslaught, Ottone Pesante, Paradise Lost, Pensées Nocturnes, Pentagram, Phlebotomized, Philip H. Anselmo & The Illegals Performing A Vulgar Display Of Pantera, Psycroptic, Psykup, Razor, Regarde Les Hommes Tomber, Red Fang, Revocation, Ring Of Saturn, Rivers Of Nihil, Sacred Reich, Shadow Of Intent, Sigh, Slagmaur, Soen, Soreption, Static-X, Strigoi, Suffocation, Terror, The Agonist, The Black Dahlia Murder, Toxic Holocaust, Uada, Undergang, Valkyrja, Vanessa, Venom, Vitriol, Vio-lence, Voices, Vola, While She Sleeps, Winterfylleth, Wolves In The Throne Room, a další
Pevnost Josefov 12. –14. srpen 2021 (náhrada za festival Brutal Assault)
Ad Nauseam, Altar's Ablaze, Azarath, Beast Within The Sound, Belzebong, Bohemyst, Burning Witches, Catastrophe, Crippled Fingers, ČAD, Debustrol, Decapitated, Destruction, Distant, Doomas, Dordeduh, E-Force, Gride, Gruzja, Harakiri for the Sky, Hypocrisy, Igorrr, Implore, InnerSphere, Insistent, Materia, Marduk, Mean Messiah, Mental Cruelty, Mgla, Mindwork, Reactory, S.D.I., Sick Sinus Syndrome, Skywalker, Sněť, Spasm, Stíny plamenů, Teethgrinder, Truchlo Strzygi, Vader, Within Destruction
25. Brutal Assault 9. – 13. srpen 2022
1914, Abattoir, Abbath, Abbie Falls, Aborted, Ad Nauseam, Ahab, Alcest, Amenra, Arcturus, Artillery, As I Lay Dying, Asphyx, At the Gates, Avatar, Aviana, Baest, Beesu, Benighted, Blind Ruler Cursed Land, Blood Incantation, Bloodbath, Bloodywood, Bolehlav, Butcher Babies, Cannibal Corpse, Carnation, Cattle Decapitation, Clutch, Comeback Kid, Conjurer, Cradle of Filth, Dark Funeral, Darkest Hour, Decapitated, Depresy, Devourment, Die Krupps, Dool, Draconis Infernum, D.R.I., Elbe, Ergot, Evergreen Terrace, Evoken, Excrementory Grindfuckers, Exhorder, Exorcizphobia, Extermination Dismemberment, Faüst, Fleshcrawl, Fleshgod Apocalypse, Front Line Assembly, Frontierer, Gaahls Wyrd, Gaerea, God Mother, Godless Truth, Golem Mecanique, Gorod, Haemorrhage, Hangman's Chair, Havocknoize, Heathen, Hentai Corporation, Hideous Divinity, Hluková sekce, Humanity's Last Breath, IAmNøt, Ignea, Igorrr, Igra / Cybersheep, Imperial Triumphant, Insania, Insomnium, Jinjer, Jugendwerkhof, Katatonia, Khost, Korpse, Leprous, Life of Agony, Lorna Shore, Lost Society, Malevolent Creation, Mass Infection, Mayhem, Me And That Man, Melt-Banana, Mercyful Fate, Misery Index, Moaan Exis, Můra, Mysticum, Nailed To Obscurity, Necrophobic, Nekrogoblikon, New Risen Throne, Nightcall, Nunslaughter, Onslaught, Oranssi Pazuzu, Ottone Pesante, Pallbearer, Panzerfaust, Paradise Lost, Pathology, Pentagram, Phlebotomized, Psykup, Pupil Slicer, Pythius, Regarde Les Hommes Tomber, Rivers Of Nihil, Sable Hills, Sceletons, Schizophrenia, Shaam Larein, Sick Of It All, Sigh, Skepticism, Skywalker, Slagmaur, Slope, Soen, Sólstafir, Somniate, Spaced, Spiritworld, Stake, Stellaris, Strigoi, Suffocation, Swallow The Sun, Tension Control, Tesseract, The Devil's Trade, Thy Catafalque, Trepaneringsritualen, Uada, Undergang, Unearth, Urne, Valkyrja, Venom, Vio-lence, Voices, Voivod, Vola, Vulture Industries
26. Brutal Assault 9. – 12. srpen 2023
1914, Abbie Falls, Adacta, Agnostic Front, Anaal Nathrakh, Angelus Apatrida, Archspire, Artificial Brain, Aura Noir, Bad Groupy, Bbyb, Beartooth, Be'lakor, Bell Witch, Benediction, Biohazard, Birds In Row, Bleed From Within, Borknagar, Brand Of Sacrifice, Cabal, Caligula's Horse, Capra, Carach Angren, Carpenter Brut, Catastrofy, Chci Pnutí, Church Of Misery, Church Of The Cosmic Skull, Cobra The Impaler, Coffin Feeder, Concrete Winds, Converge, Crippled Black Phoenix, Crippled Fingers, Crisix, Cro-Mags, Crowbar, Cult Of Fire, Cult Of Luna, Death Before Dishonor, Deicide, Demonical, Devoid Of Thought, Dismember, Dödsrit, Downset, Dying Fetus, Enslaved, Evildead, Exciter, Extinction A.D., Eyehategod, Feastem, Fit For An Autopsy, Forgotten Silence, Gang Green, Gatecreeper, Get The Shot, Gorgoroth, Grave Miasma, Health, Heaven Shall Burn, Heaving Earth, Heilung, Hieros Gamos, Horskh, Hypno5e, Hypnos, Hypocrisy, I Am Morbid, I Built The Sky, Igra / Cybersheep, Immolation, In Flames, Infected Rain, Ingested, Innersphere, Insanity Alert, Ithaca, Kataklysm, Knocked Loose, Kollaps, Konvent, Koroze, Krisiun, Kurokuma, Lamp Of Murmuur, Leukotom, Lionheart, Llnn, M.A.C. Of Mad, Malevolence, Mantar, Marduk, Maybeshewill, Medical Cabinet, Meshuggah, Messa, Miasmatic Necrosis, Midnight, Misþyrming, Moonspell, Mork, Napalm Death, Nemuer, Nero Di Marte, Nile, Nordjevel, Obituary, Obsidious, Of The Wand And The Moon, Omnium Gatherum, Orbit Culture, Overkill, Pensées Nocturnes, Perturbator, Phragments, Possessed, Profetus, Redzed, Russian Circle, Sružoví Kovboji, Sacramentum, Saturnus, Sepultura, Shadow Of Intent, Shimata, Signs Of The Swarm, Sijjin, Skinless, Slapshot, Sodom, Solothus, Spectral Wound, Spy, Suicidal Angels, Svartsinn, Terror, The Callous Daoboys, The Humble Man, The Ocean, Tribulation, Trivium, Usnu?, Verset Zero, Watain, While She Sleeps, Wiegedood, Wolfheart, Zeal & Ardor
27. Brutal Assault 7. – 10. srpen 2024
1914, Abbath Performs Immortal, Aborted, Acid Row, Aeon Winds, Akhlys, Antelogos, Architects, Armored Saint, Arottenbit, Baroness, Behemoth, Bewitched, Black Hole Constellation, Blockheads, Body Of Pain, Bodysnatcher, Born Of Osiris, Bosco Sacro, Brutus, C4AT, Cancer Bats, Candlemass, Carcass, Cephalic Carnage, Cloak, Cult Of Fire With Bohemian Symphony Orchestra Prague, Cynic, Cytotoxin, Čad, Dark Tranquillity, Darvaza, Deadroots, Deathstars, Deicide, Destruction Derby, Dethroned, Diskord, Distant, Dødheimsgard / Dhg, Doomas, Dopelord, Dopethrone, Emma Ruth Rundle, Emperor, Escuela Grind, Evil Invaders, Exodus, Exorcizphobia, Exumer, Finntroll, Forbidden, Gaupa, Gertie Adelaido, God Is An Astronaut, Gorod, Grand Magus, Guilt Trip, Hatebreed, Havok, Heathen, Hellripper, Hexen, Hexvessel, Hirax, Humanity'S Last Breath, Chthe'Ilist, Igra / Cybersheep, Impaled Nazarene, Imperial Triumphant, Incantation, Ions, Jasnovidec, Jinjer, Julie Christmas, Kalmah, Kampfar, Khold, Kronos, Laibach, Laid To Waste, Left To Die, Legion Of The Damned, Lik, Madball, Mallephyr, Mancy Sono, Master Boot Record, Mental Cruelty, Misery Index, Mortuary Drape, Motionless In White, Mouth Wound, My Dilligence, Necrot, New Model Army, Night Verses, Obscura, Oceans Ate Alaska, Olaf Olafsonn And The Big Bad Trip, Party Cannon, Persefone, Pestilence, Plini, Primordial, Pupil Slicer, Red Fang, Riverside, Rotten Sound, Sadus, Satyricon, Severe Torture, Show Me The Body, Sinister, Skeletal Remains, Sněť, Soil, Solventis, Spiritbox, Spit Mask, Srefa, Stellvris, Stoned Jesus, Svalbard, Sylosis, Take Offense, Terrorizer, Testament, Textures, The Amity Affliction, The Black Dahlia Murder, The Dillinger Escape Plan, The Marquis Is Dead, The Obsessed, The Omnific, The Undertaker'S Tapes, This Is Hell, Totenmesse, Toxic Holocaust, Triumph Of Death Performing Hellhammer, Tulus, Uada, Ufomammut, Unto Others, V0NT, Ved Buens Ende, Villagers Of Ioannina City, Vltimas, Vomitory, Whitechapel, Worm, xDZVONx, Yellow Eyes 